# Neptis vindo
Neptis vindo är en fjärilsart som beskrevs av Pierre-baltus 1978. Neptis vindo ingår i släktet Neptis och familjen praktfjärilar. Inga underarter finns listade i Catalogue of Life.